# Nippoptilia cinctipedalis
Nippoptilia cinctipedalis là một loài bướm đêm thuộc họ Pterophoridae. Nó được tìm thấy ở Úc, Hàn Quốc, Nhật Bản (Kyushu), Trung Quốc, Micronesia và Cộng hòa Palau.
Sải cánh dài 8–9 mm và Chiều dài cánh trước khoảng 5–6 mm. Adults emerge vào tháng 9 và tháng 10 in Japan.
Ấu trùng ăn Cayratia japonica.